# Ben Parrillo
Benjamin John Parrillo (nascido em Boston, Massachusetts) é um ator, escritor e diretor estadunidense . A partir de 2007, Parrillo escreveu os roteiros de dois curtas-metragens : Jolly Good Fellow em 2006 e A Moron, a Loser, and a Coffee Shop em 2007. Ele também dirigiu A Moron e interpretou personagens principais em ambos os filmes. Parrillo escreveu os scripts de longas-metragens que são representados pela Creative Artists Agency. Em 2010 ele escreveu, dirigiu e estrelou em uma série original de televisão de uma hora intitulada Bed of Nails.
Como ator, o papel mais significativo Parillo é a de detetive Dryden na série da emissora MyNetworkTV chamada Wicked Wicked Games. Ele também foi creditado para aparições em episódios de Law & Order: Criminal Intent, Heartland, Desperate Housewives, CSI: NY, Bones, 24, NCIS, Judging Amy, Boston Legal, Cold Case, The Shield, The Division, Diagnosis: Murder, Charmed, Six Feet Under, NYPD Blue, The King of Queens, Leap of Faith, House MD, Close to Home e outras séries de televisão.
Parrillo é um graduado da Wesleyan University onde se formou em Artes Cênicas, História americana e italiana.